# Mirollia gracilis
Mirollia gracilis är en insektsart som beskrevs av Heinrich Hugo Karny 1925. Mirollia gracilis ingår i släktet Mirollia och familjen vårtbitare. Inga underarter finns listade i Catalogue of Life.